# پاول سوخوف
پاول سوخوف (روسی: Па́вел Владисла́вович Су́хов؛ زادهٔ ۷ مهٔ ۱۹۸۸) شمشیرباز اهل روسیه است.